# Dayane Amaral
Dayane Amaral (Curitiba, 15 de dezembro de 1993) é uma ginasta rítmica brasileira. Representou o Brasil nos Jogos Pan-Americanos de 2015, como parte do conjunto brasileiro da ginástica rítmica.

## Carreira
Em 2011 participou dos Jogos Pan-Americanos de 2011 em Guadalajara 2011 Ainda em 2011 participou do Campeonato Mundial em Montpellier, em que o Brasil terminou em 22º lugar e ficou de fora dos Jogos Olímpicos de Verão de 2012.
Dayane fez parte também da equipe que disputou o Mundial de 2013, que mostrou evolução técnica em relação ao ano anterior e finalizou a competição em 12º lugar.
Em 2015, Dayane foi convocada para disputar os Jogos Pan-Americanos de 2015 como parte do conjunto brasileiro. Emanuelle conquistou 3 medalhas junto com o conjunto brasileiro: ouro no grupo geral, ouro no 5 fitas e prata no 6 maças + 2 arcos. Ainda em 2015 Dayane participou do Campeonato Mundial em que a equipe terminou em 16º lugar.
Em 2016, Dayane Amaral foi convocada como atleta reserva pela Confederação Brasileira de Ginástica para os Jogos Olímpicos de Verão de 2016, não vindo a competir junto com o quinteto titular.